# Chicago Sky
Las Chicago Sky (en español, Cielo de Chicago) son un equipo profesional de baloncesto femenino de los Estados Unidos con sede en Chicago, Illinois. Compiten en la Conferencia Este de la Women's National Basketball Association (WNBA) y disputan sus encuentros como locales en el Wintrust Arena.

## Historia de la franquicia

### Creación del equipo
En febrero de 2005 el comisionado de la NBA, David Stern, anunció que la ciudad de Chicago había obtenido una franquicia en la liga profesional femenina. el equipo se denominó temporalmente WNBA Chicago. El 27 de mayo de 2005 se anunció oficialmente que el antiguo jugador y entrenador de la NBA, Dave Cowens, se haría cargo del equipo como entrenador.
El nombre del equipo así como el logo debutaron oficialmente el 20 de septiembre de 2006 en el Adler Planetarium de Chicago. La presidenta del equipo, Margaret Stender, afirmó que los colores azul claro y oro representan "un bonito día en Chicago, entre el cielo azul y el brillo del sol sobreel espectacular horizonte de la ciudad".
En noviembre de 2005 el equipo acudió a un draft de expansión para comenzar a dar forma a su plantilla, del que salieron jugadoras como Brooke Wyckoff de Connecticut Sun, Bernadette Ngoyisa de San Antonio Silver Stars, Elaine Powell de Detroit Shock y Stacey Dales (retirada en 2005) de Washington Mystics.
El 18 de febrero de 2006 el equipo anunció que dos de los accionistas minoritarios del equipo eran Michelle Williams, del grupo Destiny's Child y Matthew Knowles, padre de la también componente del grupo Beyoncé Knowles.

### Inicios en la liga
Las Chicago Sky estuvieron listas para saltar a la cancha en 2006, y en su primera temporada pagaron la novatada, acabando como peor equipo de la liga, tras ganar únicamente 5 de los 34 partidos de la fase regular. Tras la temporada, Dave Cowens abandonó el equipo para unirse al personal técnico de los Detroit Pistons, fichando en su lugar a Bo Overton.
En 2007 el equipo se presentó muy renovado y mejorado, con la incorporación de varias jugadoras. Estuvieron casi toda la temporada regular en puestos de play-offs, aunque finalmente acabaron con un balance de 14 victorias y 20 derrotas, que las dejaron a tan solo 2 partidos de alcanzar la postemporada. Su jugadora novata, la base Armintie Price fue elegida rookie del año.